# Дача Никольской
Дача Никольской (также дача О. Г. Вендта, Музей Амет-Хана Султана) — особняк в Алупке, памятник градостроительства и архитектуры регионального значения, расположенный по адресу улица Ялтинская, дом 22. Известен тем, что в нём отдыхали М. А. Ульянова и А. И. Елизарова-Ульянова. С 1993 года в здании располагается Музей Амет-Хана Султана.

## Описание
Двухэтажное, прямоугольное, с пристройкой лестничной клетки со стороны северо-восточного фасада, здание в стиле эклектики в котором смешан мавританский стиль и элементы западной архитектуры, характерные для южнобережной застройки конца XIX века, построено на участке площадью 785 м². Размеры дома 16,2 м на 14,7 м, высота без подвала — 7 м. Многоскатная крыша на деревянных стропилах покрыта «марсельской» черепицей, устроены водосточные желоба. Наружные стены сложены из тёсаного бутового гаспринского известняка циклопической кладкой на известково-песчаном растворе (отделка швов поздняя). Внутренняя планировка — анфиладная, на второй этаж ведёт историческая деревянная лестница. По фасадам декоративно оформленные деревянные окна, наружные двери, также из дерева, глухие одностворчатые филёнчатые, с остеклённой фрамугой, внутренние — одно- и двустворчатые, также филёнчатые. Веранды и террасы деревянные, покрыты резным узором.

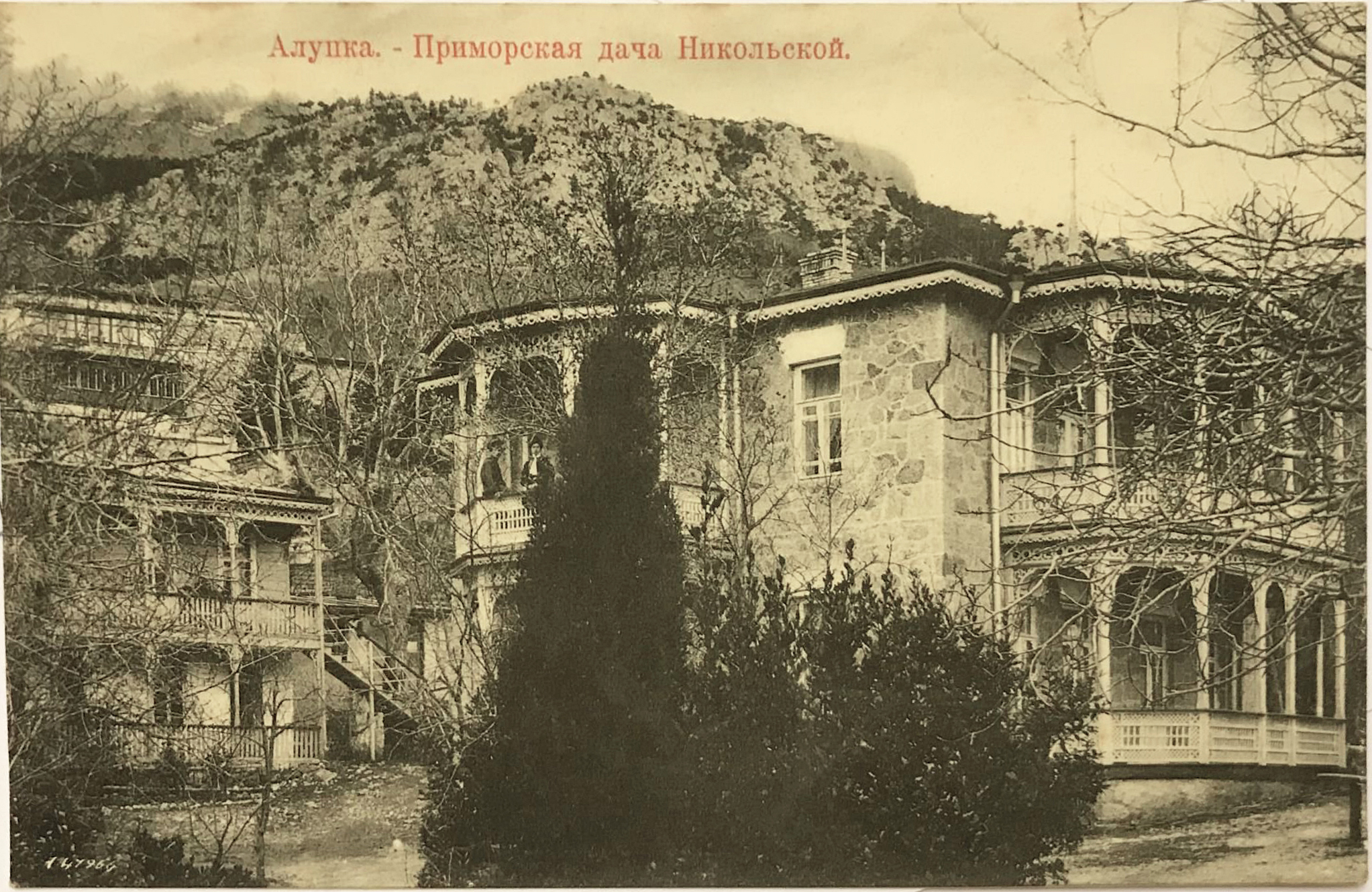
Дача Никольской, 1915 г

## История
Время и обстоятельства строительства особняка пока не установлены: исследователи относят создание к концу XIX века, приводя, как аргумент, отсутствие упоминаний в путеводителях 1890-х годов. Впервые здание упоминается в 5-м издании «Путеводителя по Крыму» А. Я. Безчинского 1905 года, где владельцем указан некто Никольский. По «Справочной книжке для туристов» 1912 года Александра Борисовича Окс, дача принадлежал Д. Никольскому. Дача сдавалась внаём отдыхающим. Их-за расположения (довольно далеко от моря), цены были ниже средних для Алупки. В апреле‒июле 1909 года в пансионе отдыхали мать Ленина, Мария Александровна Ульянова с дочерью Анной Ильиничной Ульяновой-Елизаровой и с кем-то из семьи Луначарских. В переписке Ульяновы называли своё жилище «дача Никольской» — считается, что поэтому такое название закрепилось в истории.
Согласно брошюре «Практический путеводитель-справочник» 1913 года, дача перешла во владение О. Г. Вендта (была это продажа, или что другое — неизвестно)
.

## После революции
16 декабря 1920 года приказом председателя Революционного комитета Крыма были изъяты «из частного владения как разных ведомств, так и частных лиц все имения Южного берега Крыма в районе от Судака до Севастополя включительно» и передавались в ведение специально созданного Управления Южсовхоза. В первой половине 1920-х годов дача перешла в ведение Районного курортного управления, как один из корпусов санатория для служащих железных дорог, впоследствии санаторий «Железнодорожник».

Каких либо документальных сведений о ремонтах и реставрациях дачи пока не обнаружено. Считается, что без существенных изменений сохранились фасады здания , включая остекление окон и подлинную входную дверь. Внутри от первоначальной планировки и оформления практически ничего не осталось. 26 февраля 1993 года в бывшей даче Никольской открыт музей Амет-Хана Султана. Постановлением Совета министров Республики Крым № 627 от 20. 12. 2016 года зданию присвоен статус объекта культурного наследия России регионального значения.